# Apiogaster zimbabweensis
Apiogaster zimbabweensis là một loài bọ cánh cứng trong họ Cerambycidae.